# Élisabeth Sonrel
Élisabeth Sonrel (Tours, 17 maggio 1874 – Sceaux, 9 febbraio 1953) è stata una pittrice e illustratrice francese.
Affascinata dall'arte rinascimentale italiana, in particolare dal Botticelli, la Sonrel si espresse parallelamente alla corrente dei preraffaelliti, lasciandosi influenzare anche dai simbolisti e, infine, dalla fantasia dell'Art Nouveau. Le sue opere trattano soggetti allegorici, mistici e simbolici, con una certa libertà espressiva del tutto personale, nelle quali ella comprende sia i ritratti che i paesaggi.

## Biografia
Élisabeth Sonrel nacque a Tours, figlia del pittore Nicolas Stéphane Sonrel che fu il suo primo maestro e le insegnò le basi della pittura. Nel 1890, per completare la sua formazione artistica si stabilì come studentessa a Parigi e si iscrisse all'École nationale supérieure des beaux-arts, dove fu assegnata all'atelier di Jules Lefebvre. Nel 1892 diede il suo esame finale, presentando il quadro Pax et Labor, che verrà esposto in seguito nel Museo di belle arti di Tours. Nei primi anni Elisabeth realizzò manifesti, illustrazioni e deliziose cartoline postali in perfetto stile Art Nouveau.
Negli anni che seguirono, a partire dal 1893, Elisabeth espose sempre al "Salon di pittura e scultura" con una certa regolarità, sino al 1941. In precedenza Elisabeth aveva compiuto un viaggio in Italia, visitando Roma e Firenze. Rimase pertanto colpita, e influenzata, dall'arte del Rinascimento italiano e in particolare dalle opere del Botticelli. Al suo ritorno in Francia ella aderì conseguentemente alla corrente dei Preraffaelliti dalla quale, in pratica, non si allontanò più. 
Questa scelta, certamente caratteriale, pone in evidenza la sua immaginazione sognante, che la portava ad esprimersi, anche nei ritratti e nei paesaggi, attraverso la raffigurazione di antiche leggende ed epopee, come quella cavalleresca di Re Artù, dei personaggi e delle narrazioni  dantesche della Divina Commedia e della Vita Nuova, dei temi biblici e di tante leggende medioevali. I suoi soggetti, fossero anche ritratti o paesaggi, appaiono sempre pervasi da un profondo simbolismo, e sono sempre comunque allegorici e mistici.  Opere palesememente mistiche sono infatti Âmes errantes (esposta al Salon del 1894), Les Esprits de l’abîme (Salon del 1899) e Jeune femme à la tapisserie. In occasione dell'Expo del 1900, Elisabeth Sonrel, con la sua tela Le Sommeil de la Vierge, ottenne una medaglia di bronzo e il premio Henri Lehmann di 3000 franchi offerto dall'Académie des beaux-arts.
Elisabeth si recava regolarmente in Bretagna per trarre ispirazione dal bosco di Brocelandia, ma visitò e si lasciò ispirare anche dai paesaggi di Concarneau, Plougastel, Pont-l'Abbé e Loctudy. Occasionalmente realizzò anche degli studi sui fiori. Alcune sue opere sono esposte infatti al Museo di Le Faouët, dove realizzò diversi lavori. 

Negli anni 30, decise di farsi costruire una villa a La Baule.
In Bretagna lavorò in prevalenza con gli acquarelli e le tempere, e scoprì che molte ragazze della zona erano disposte a farle da modella. Scoprì anche che i bretoni erano generalmente persone amichevoli, oneste e sicure di sé.

La sua ultima mostra al Salon avvenne nel 1941, quando aveva 67 anni. Nel 1953, non ancora compiuti i 79 anni, Elisabeth Sonrel morì.